# Dickenwustung
Dickenwustung ist ein Gemeindeteil des Marktes Mitwitz im Landkreis Kronach (Oberfranken, Bayern).

## Geographie
Die Einöde liegt in unmittelbarer Nachbarschaft zur Angerwustung etwas abseits der Föritz. Die dort befindliche Föritzau ist ein Naturschutzgebiet. Eine Gemeindeverbindungsstraße verläuft nach Schwärzdorf (0,7 km südlich) bzw. jenseits der thüringischen Grenze als Kreisstraße K 8 nach Sichelreuth (2,8 km nordöstlich). Ein Anliegerweg führt zur Hüttenwustung (1,2 km nordwestlich).

## Geschichte
Gegen Ende des 18. Jahrhunderts bestand Dickenwustung aus einem Anwesen. Das Hochgericht übte das Halsgericht Mitwitz aus. Die Herrschaft Mitwitz war Grundherr des Tropfhauses.
Mit dem Ersten Gemeindeedikt wurde Dickenwustung dem 1808 gebildeten Steuerdistrikt Neundorf und der 1818 gebildeten Ruralgemeinde Schwärzdorf zugewiesen. Am 1. Juli 1971 wurde Dickenwustung mit Schwärzdorf im Zuge der Gebietsreform in Bayern nach Neundorf eingemeindet, das am 1. Januar 1974 nach Mitwitz eingegliedert wurde.

### Einwohnerentwicklung
| Jahr      | 001818 | 001861 | 001871 | 001885 | 001900 | 001925 | 001950 | 001961 | 001970 | 001987 |
| Einwohner |        | 9 *    | +      | +      | 13     | 12     | 4      | 6      | 6      | 1      |
| Häuser    | 1      |        |        | +      | 2      | 2      | 1      | 1      |        | 1      |
| Quelle    | [ 5 ]  | [ 7 ]  | [ 8 ]  | [ 9 ]  | [ 10 ] | [ 11 ] | [ 12 ] | [ 13 ] | [ 14 ] | [ 1 ]  |

## Religion
Der Ort ist evangelisch-lutherisch geprägt und nach St. Jakobus (Mitwitz) gepfarrt.